# Olimpiai bajnok szkeletonosok listája

Az alábbi táblázat a szkeletonsport olimpiai bajnokait ismerteti. Az 1928-ban és 1948-ban bemutatkozott sportág 2002-ben került ismét a téli olimpia műsorába.
| Év, helyszín                    | Férfiak              | Férfiak     | Nők               | Nők            |
| 1928 St. Moritz                 | Jennison Heaton      | USA         |                   |                |
| 1948 St. Moritz                 | Nino Bibbia          | Olaszország |                   |                |
| 2002 Salt Lake City             | Jim Shea jr.         | USA         | Tristan Gale      | USA            |
| 2006 Torino                     | Duff Gibson          | Kanada      | Maya Pedersen     | Svájc          |
| 2010 Vancouver                  | John Montgomery      | Kanada      | Amy Williams      | Nagy-Britannia |
| 2014 Szocsi                     | Alekszandr Tretyakov | Oroszország | Elizabeth Yarnold | Nagy-Britannia |
| 2018 Phjongcshang               | Jun Szungbin         | Dél-Korea   | Lizzy Yarnold     | Nagy-Britannia |
| 2022 Jancsing (pekingi kerület) | Christopher Grotheer | Németország | Hannah Neise      | Németország    |